# Dimos Amfilochia
Dimos Amfilochia (Amfilochia) är en kommun i Grekland.   Den ligger i prefekturen Nomós Aitolías kai Akarnanías och regionen Västra Grekland, i den centrala delen av landet, 240 km nordväst om huvudstaden Aten. Antalet invånare är 20 491.